# Díli
Díli (em tétum:  Dili) é a capital de Timor-Leste, sede do município homónimo e de um dos três bispados do país: a Diocese de Díli. Situa-se na costa norte da ilha de Timor, a mais oriental das Pequenas Ilhas da Sonda.
Díli é o principal porto e centro comercial e administrativo de Timor-Leste, com uma população de cerca de 250 mil habitantes, de acordo com o censo de 2015, realizado no país pela Direção-Geral de Estatística. O aeroporto internacional, no distrito de Comoro, foi recentemente rebatizado em honra do líder independentista Nicolau dos Reis Lobato.

## História

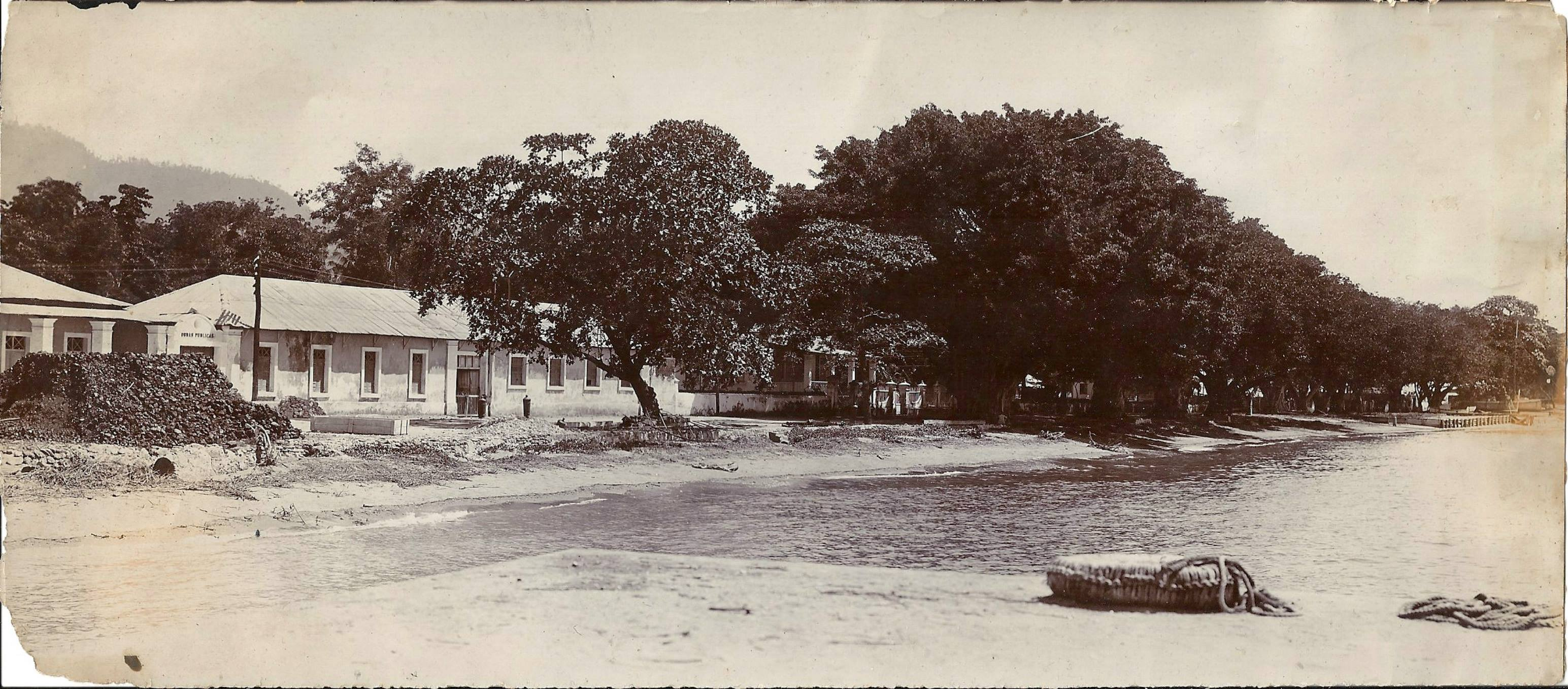
A baía de Díli na década de 1930.

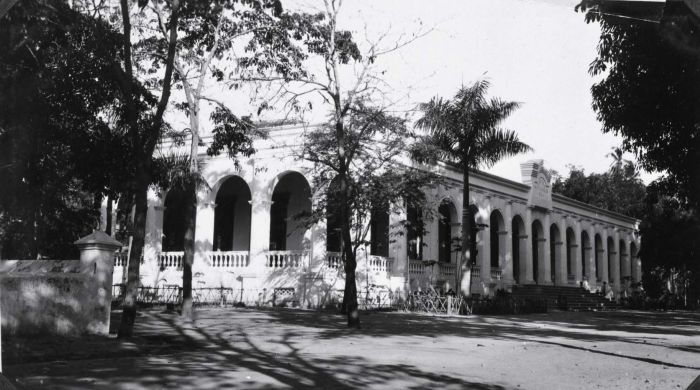
O Liceu Doutor Francisco Machado na década de 1930.

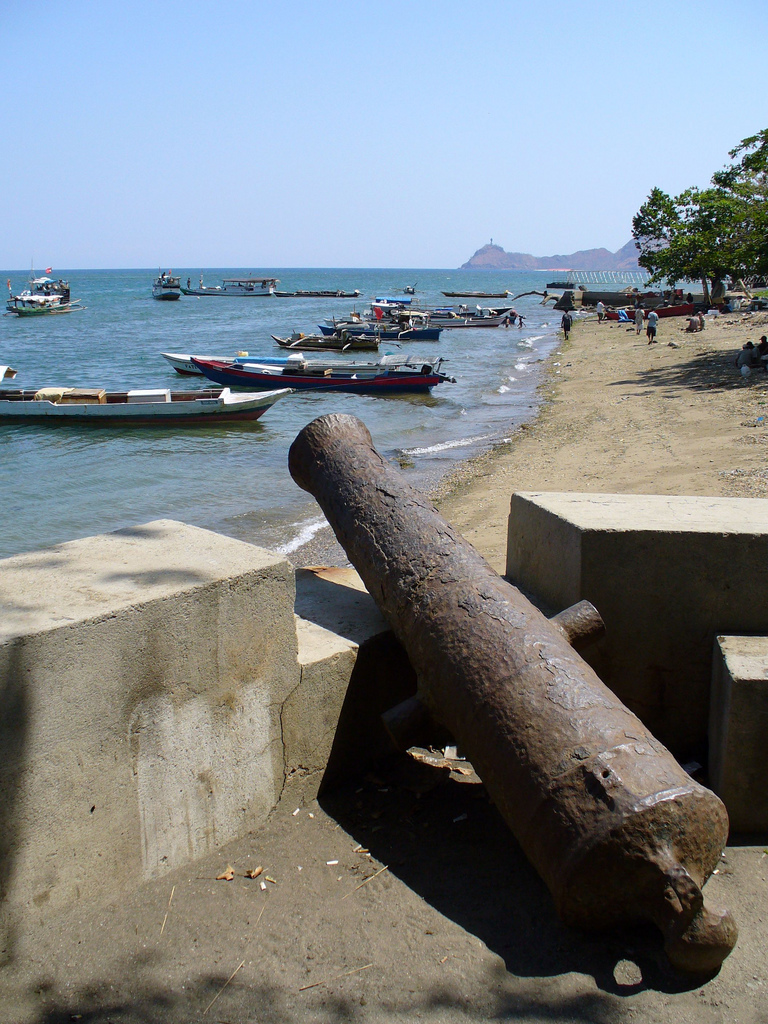
Antigo canhão português em Díli.

A primeira capital do Timor Português foi Lifau, situada a cinco quilómetros a oeste de Pante Macassar, no enclave de Oecusse. Foi aí que se localizou o primeiro estabelecimento português no que é hoje Timor-Leste, criado em meados do século XVII, já que a fortaleza construída na cidade de Cupão (conhecida atualmente como Kupang) em 1646 teve de ser abandonada em 1653 por imposição dos holandeses.
Os conflitos regionais contra as autoridades portuguesas em Lifau levaram o governador António José Teles de Meneses a mandar evacuar a praça a 11 de agosto de 1769, destruindo-a antes de a abandonar.
A nova capital do Timor Português foi fundada na baía de Díli e começou a ser construída a 10 de outubro do mesmo ano. Nos primeiros anos, a cidade não passava de um pequeno aglomerado de casas de madeira, sumariamente protegidas por trincheiras e baluartes. No ano de 1813, Díli tinha 1 768 habitantes. Os frágeis edifícios de madeira acabaram por ser consumidos por sucessivos incêndios até que, em 1834, sob a orientação do governador José Maria Marques, Díli foi devidamente urbanizada, sendo elevada à categoria de cidade, em janeiro de 1864. No ano de 1852, Díli tinha 3 017 habitantes. No ano de 1879, Díli tinha uma população de 4 114 pessoas.
Rafael Jácome Lopes de Andrade, entre 1881 e 1888, levou a cabo diversas melhorias em Díli, ligando a cidade aos povoados circunvizinhos por estrada, construindo uma rede de abastecimento de água e erguendo o farol do porto.
Já nos inícios do século XX, de inspiração neoclássica, são construídas a catedral e o edifício da câmara municipal de Díli. Com a invasão e ocupação japonesa em Díli, durante a Segunda Guerra Mundial, estes dois edifícios foram destruídos. Este foi um período particularmente negro da história de Díli e de Timor, com massacres à população e destruição generalizada do edificado. A cidade sofreu noventa e quatro bombardeamentos, também por aviões australianos. A catedral foi destruída em 1943.

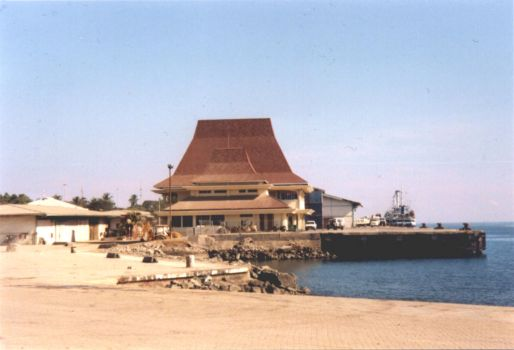
A arquitetura tradicional timorense em Díli.

Terminada a guerra, Timor regressou ao domínio português, empreendendo-se uma penosa e demorada reconstrução da capital da colónia e de todos os outros centros populacionais. Foi já durante a permanência do coronel Filipe José Freire Temudo Barata (governador entre 1959 e 1963) que foi construída a ponte-cais de Díli, restabelecida a rede de esgotos, o abastecimento regular de água e de energia elétrica. Foram erguidas escolas e hospitais e reparadas ou construídas novas ruas, estradas e pontes.
Seguiu-se o general José Alberty Correia (governador de 1963 a 1967) que alcatroou os principais arruamentos de Díli, alargou o período de fornecimento de energia elétrica às vinte e quatro horas do dia e aprovou a legislação, regulamentando as condições estéticas, de higiene e de conforto a que todas as construções deviam obedecer. Os fundos do Plano de Fomento e do Ministério do Ultramar foram usados para construir diversos edifícios na cidade: o Centro Emissor de Telecomunicações, as oficinas das obras públicas, a Escola Técnica, a Imprensa Nacional, os Correios, Telégrafos e Telefones e também a prisão. O porto de mar foi modernizado e ampliado e foram construídos novos armazéns e acessos, sendo aumentada a sua capacidade, passando a poder receber navios até sete mil toneladas, como a Índia e o Timor da Companhia Colonial de Navegação. No ano de 1965, a população da cidade era de 10 338 habitantes.
Entre 1968 e 1972, durante o governo do general José Nogueira Valente Pires, a câmara municipal construiu bairros sociais destinados a população mais carenciada, contribuindo para a melhoraria da salubridade geral da cidade. No ano de 1972, Díli tinha 17 000 habitantes.
Timor-Leste proclamou unilateralmente a independência a 28 de novembro de 1975. Entretanto, nove dias depois, a Indonésia invadiu Díli, transformando o território na sua vigésima sétima província, chamada Timor Timur. No entanto, os resistentes timorenses, agrupados em torno da Frente Revolucionária de Timor-Leste Independente (FRETILIN), prosseguiram uma luta de guerrilha contra a ocupação, ferozmente combatida pelo exército indonésio. Ao longo dos vinte e cinco anos que durou a ocupação, dezenas de milhares de civis foram mortos.

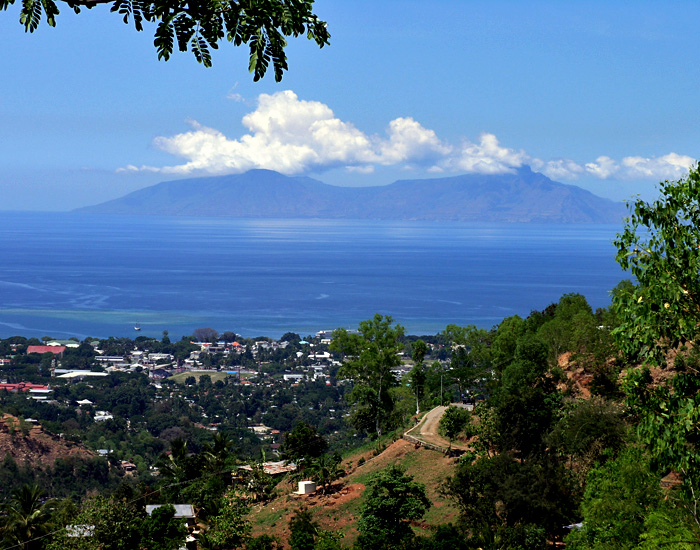
Díli e a ilha Ataúro.

Um dos mais pungentes massacres ocorridos na cidade foi o do cemitério de Santa Cruz, em 1991. A cobertura dada pelos média revitalizou o apoio internacional a favor da independência de Timor-Leste, sobretudo no exterior, onde se formaram inúmeros movimentos de apoio à causa timorense.
Em 1998, com a queda do ditador Suharto e a tomada de posse de Jusuf Habibie, o governo da Indonésia aceitou a realização de um referendo supervisionado pela Organização das Nações Unidas em Timor-Leste. A maioria da população (78,5%) votou pela independência, o que provocou a ira de milícias orquestradas pela Indonésia, levando à destruição de grande parte da cidade. A 20 de maio de 2002, Díli voltou a ser capital da República Democrática de Timor-Leste.
A maioria dos edifícios sofreu danos na sequência dos atos de violência de 1999, no entanto, a cidade mantém ainda muitos edifícios e monumentos da era portuguesa.
Para possibilitar um desenvolvimento sustentável e retirar o carácter anárquico e de elevada densidade populacional que caracterizam atualmente a capital de Timor-Leste, com o apoio da Faculdade de Arquitetura da Universidade de Lisboa, foi elaborado um Plano de Urbanização de Díli que permitiu traçar as ruas e os espaços públicos, fazer equipamentos e infraestruturas, licenciar grandes construções e concretizar propostas no âmbito das políticas sectoriais.

## Edifícios

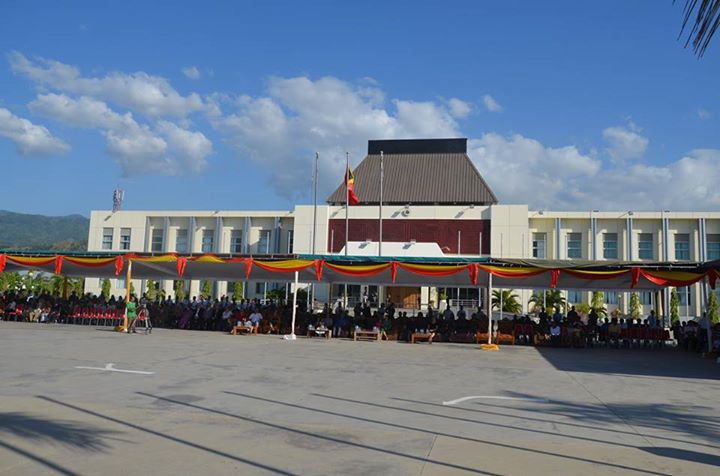
Frontaria do Palácio Presidencial Nicolau Lobato.

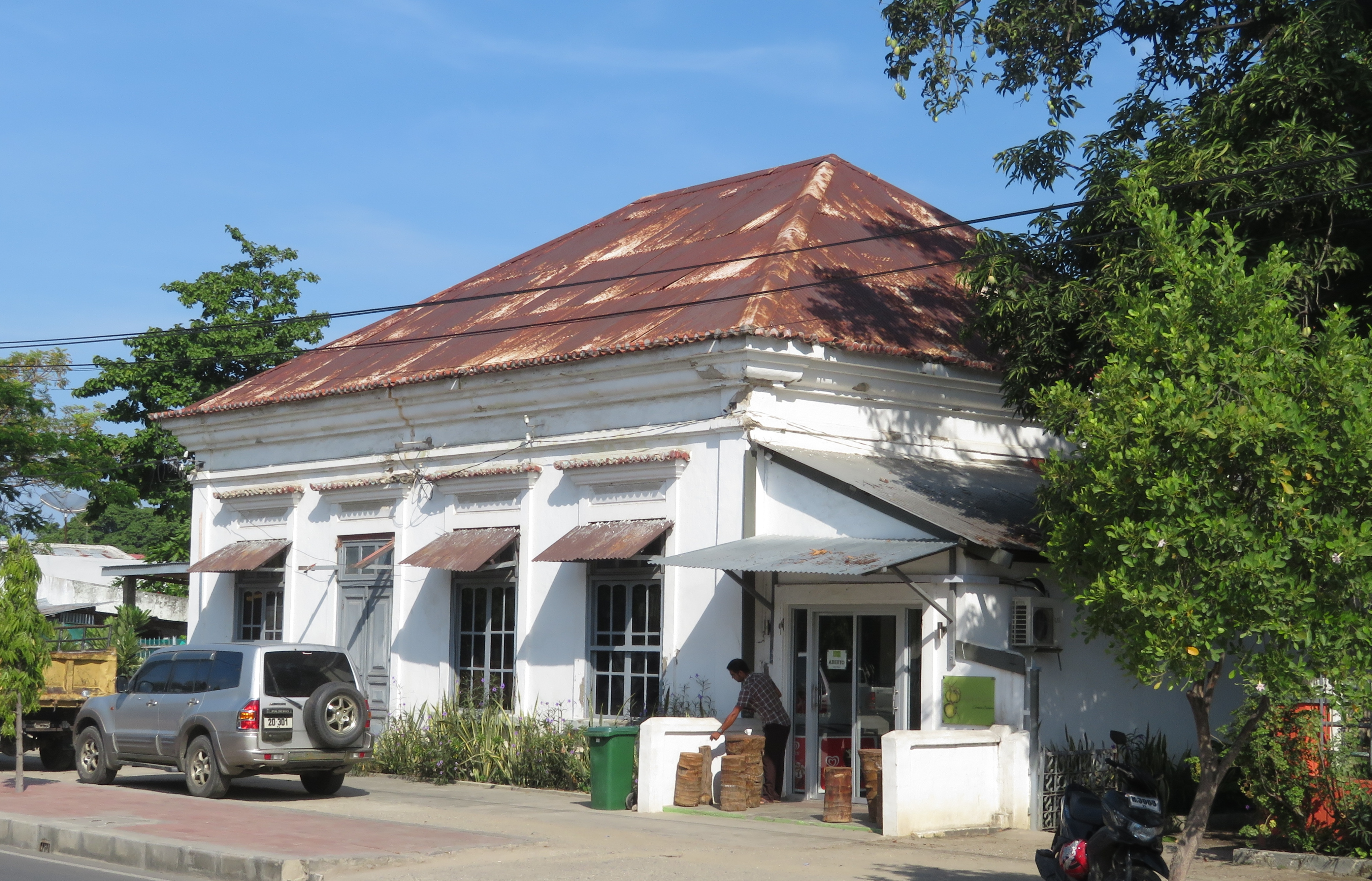
A antiga residência do gerente do Banco Nacional Ultramarino.

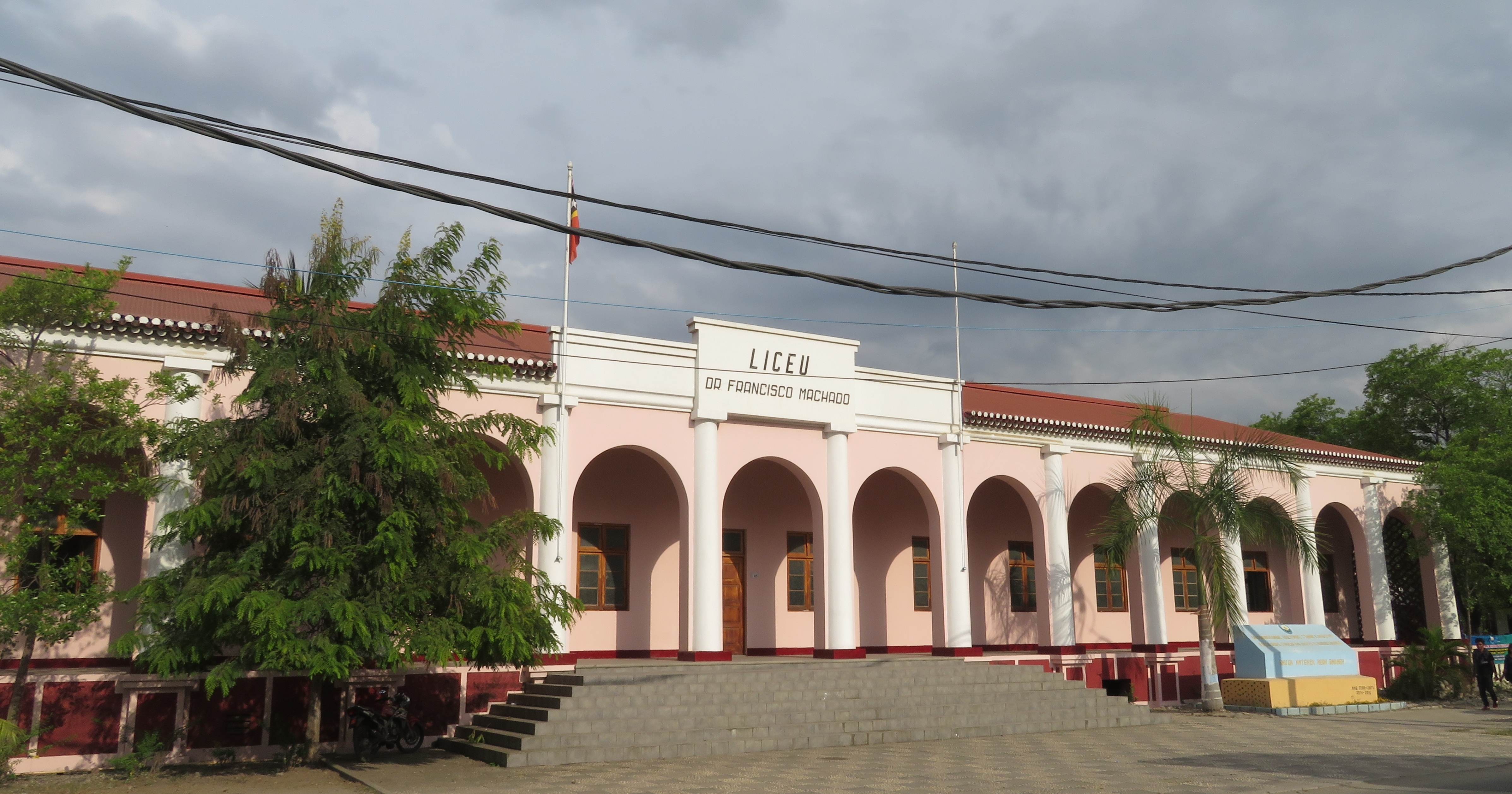
O Liceu Doutor Franciso Machado (2016).

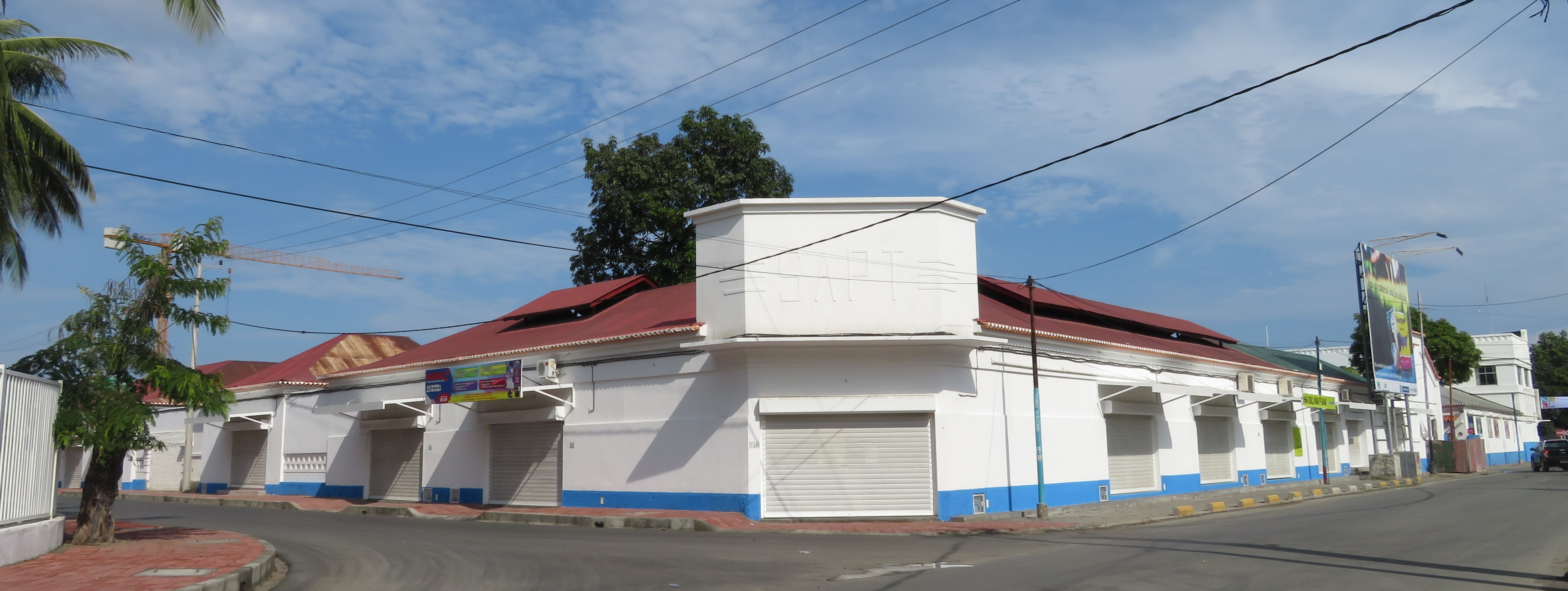
O edifício da Sociedade Agrícola Pátria e Trabalho.

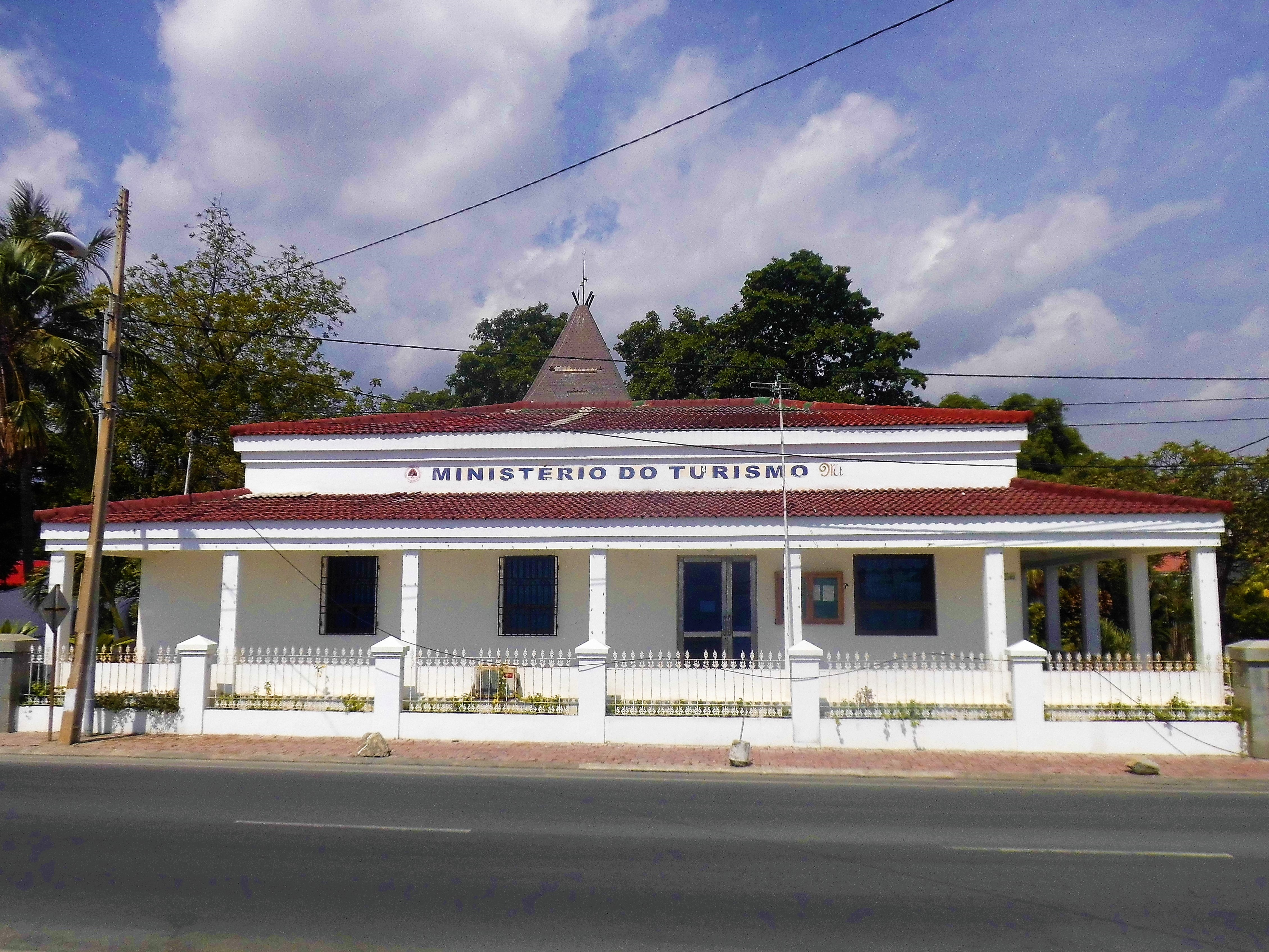
Sede do Ministério do Turismo, Artes e Cultura de Timor-Leste.

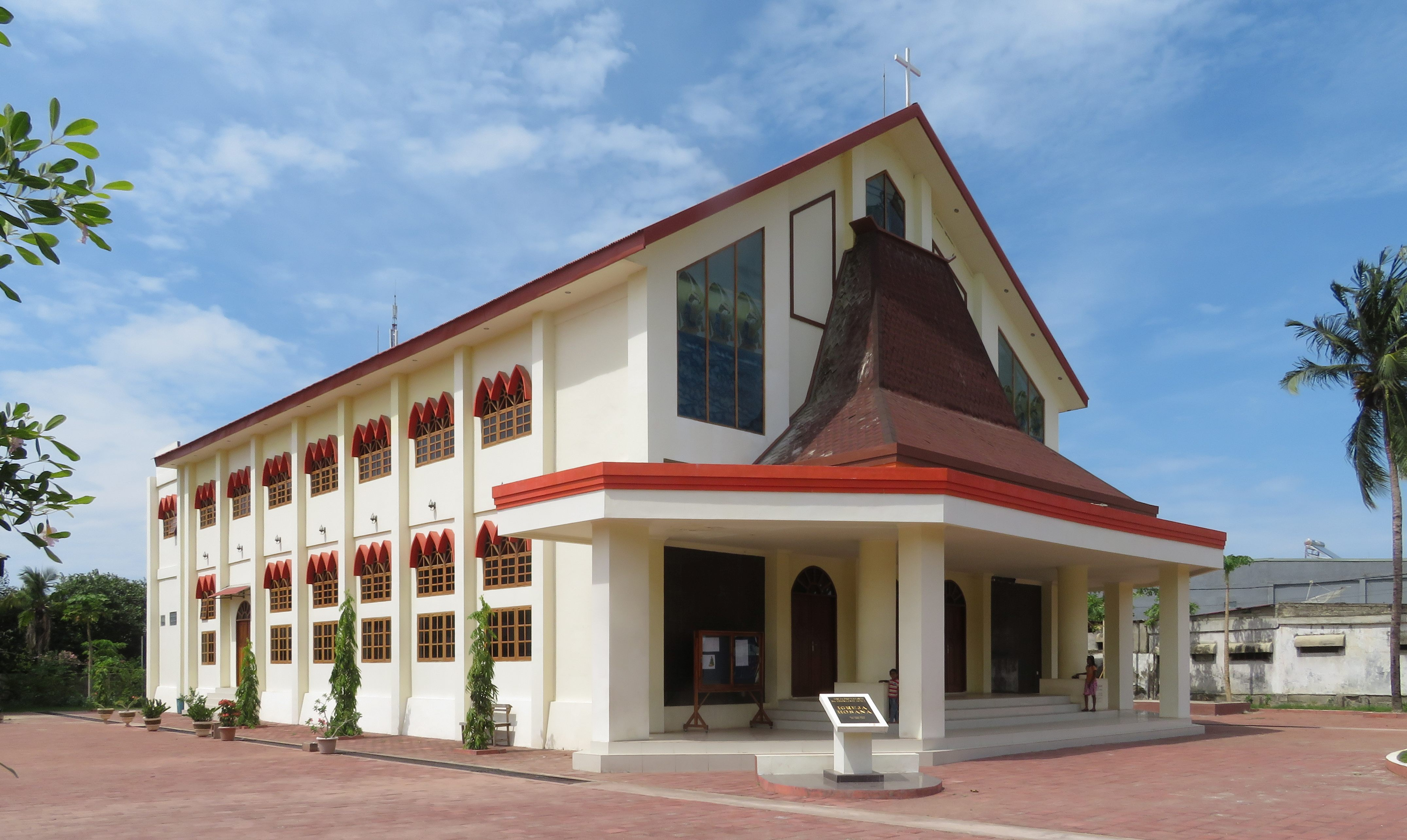
A Igreja Hosana.

O Palácio Presidencial Nicolau Lobato foi inaugurado a 27 de agosto de 2009, sendo uma oferta do governo da República Popular da China ao governo de Timor-Leste, em homenagem ao político independentista Nicolau dos Reis Lobato.
O Palácio do Governo de Timor-Leste é um dos edifícios construídos em Díli durante o período português, para tornar-se a sede do governo e das repartições provinciais. Atualmente é a sede do gabinete do primeiro-ministro, bem como das secretarias de Estado. Trata-se de uma construção feita pelo Estado Novo. A opção por uma ampla colunata resulta da influência das construções da Praça do Comércio em Lisboa que ali se queria espelhar. Perto dele, virados para o mar, estão três grandes canhões antigos que recordam os tempos em que eles marcavam uma presença de força dos portugueses. A avenida marginal que se estende na baía junto ao Palácio do Governo, é a principal zona utilizada para passeios.
Num projeto apoiado pela Organização das Nações Unidas para a Educação, a Ciência e a Cultura (UNESCO) e pelo Banco Mundial, foi recentemente levada a cabo a reabilitação do antigo quartel de infantaria para a criação do Centro Cultural Uma Fukun, dotando a capital de Timor-Leste, de espaços especialmente vocacionados para exposições, com salas de reuniões, lojas e todo um conjunto de serviços de apoio.
Numa perspetiva social e de assistência, são de realçar a Maternidade Leonor Dias de 1947, desativada e degradada, o Hospital Doutor António Cândido de Carvalho, também de 1947, em funcionamento de forma supletiva e com limitações, o Hospital Militar e o Hospital Nacional Guido Valadares.
Dentre os estabelecimentos de ensino, encontram-se os edifícios das antigas Escola Preparatória e Escola Comercial e Industrial Professor Silva Cunha, construídas em 1964, e o antigo Liceu Doutor Francisco Machado, que foi construído em 1922-24, e destruído na guerra. Depois da reconstrução foi inaugurado como escola secundária em 1952, e ampliado entre 1955 e 1956 conforme aos planos de Eurico Pinto Lopes, com o apoio da Câmara Municipal de Lisboa. Atualmente ambos estão integrados na Universidade Nacional Timor Lorosa'e. De assinalar ainda há o Seminário de Dare.
Do ponto de vista religioso, as igrejas mais relevantes são as da Catedral da Imaculada Conceição em Balide, e a Igreja de Santo António de Motael. Em 1940 foi criada a Sé de Díli, cujo edifício foi destruído em 1943 durante a ocupação japonesa por aviões australianos. A moderna Igreja Hosana, inaugurada em 2014 por Xanana Gusmão, é um edifício da Igreja Protestante iha Timor Lorosa'e, situado no suco de Motael. 
Outros edifícios que estão situados em Díli são as antigas instalações do Banco Nacional Ultramarino, a Sociedade Agrícola Pátria e Trabalho (SAPT), e o edifício da Associação Comercial Industrial e Agrícola de Timor (ACAIT), que também é a sede da missão portuguesa e dos Correios de Timor-Leste). Outros edifícios de relevo são o cinema, a estação transmissora de rádio, que foi construída em 1970, mas encontra-se atualmente abandonada, e o Matadouro Municipal. A antiga residência do gerente do Banco Nacional Ultramarino está situada na Rua 30 de Agosto, no suco Bidau Lecidere. O edifício da Sociedade Agrícola Pátria e Trabalho (SAPT) situa-se em frente ao Liceu Doutor Francisco Machado na Rua da Justiça/Rua de Moçambique, e foi construído entre 1948 e 1949 como uma das primeiras reformas em Díli depois da guerra. O Ministério do Turismo, Artes e Cultura de Timor-Leste fica num edifício colonial no suco Motael renovado em 2003.

## Monumentos

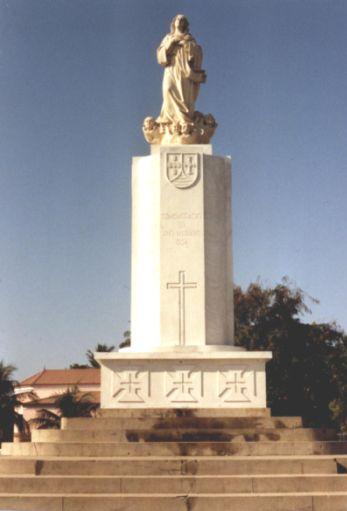
Monumento a Nossa Senhora.

O Monumento a Nossa Senhora, construído durante o ano mariano de 1954, ocupa o centro de um jardim no largo de Lecidere, a oriente da praça do Palácio do Governo e em frente à Maternidade Leonor Dias. Nele figura o brasão simplificado de Timor Português e, no cimo, a imagem de Nossa Senhora rodeada de anjos.
O Monumento às Vítimas da Ocupação de Timor pelos Japoneses, erguido em 1946 no suco de Taibesse, tem um pedestal encimado por um escudo com as armas de Portugal e as cores nacionais, com duas espingardas cruzadas em baixo. Todo o conjunto está localizado numa área quadrangular, ladeada por granadas de canhão.

O Monumento ao Infante D. Henrique situa-se na praça central, em frente ao Palácio do Governo e ultrapassa os dois metros de altura. Foi construído em 1960, como parte das comemorações do quinto centenário da morte do Infante Dom Henrique. Do lado do mar, o monumento surge como um padrão, encimado com o escudo das cinco quinas e a cruz de Cristo e também inclui um alto-relevo relativo às descobertas com a rosa dos ventos e o sextante e a inscrição: «Por Mares Nunca Dantes Navegados».

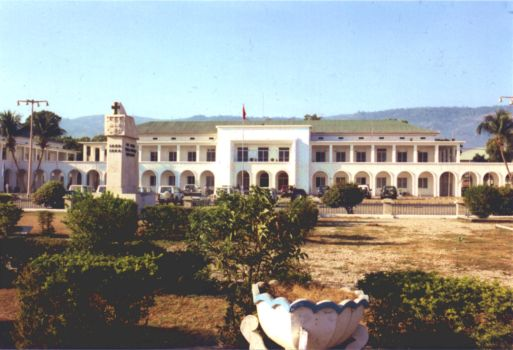
O Palácio do Governo de Timor-Leste antes da independência denominou-se como Palácio do Governador. Na frente há o Monumento ao Infante D. Henrique. Atualmente o palácio sedia o gabinete do primeiro-ministro de Timor-Leste.

O Monumento ao Administrador Tenente Manuel de Jesus Pires está situado em Colmera, a oeste da praça central de Díli do Palácio do Governo, em frente ao porto, um pequeno jardim triangular cercado por um beiral de ferro forjado, incluindo no seu centro um monumento «Ao Administrador Tenente Manuel de Jesus Pires 1895-1944», como é referido na legenda na base do pedestal. O monumento encontra-se virado para leste, para a praça central e possui do lado da cidade, o escudo com as armas de Portugal, na frente e encimando o pedestal a cruz de Cristo.
A seguir ao jardim do Monumento ao Administrador Tenente Manuel de Jesus Pires, um vasto jardim quadrangular cercado por muro e portão enfrentando o porto, inclui no seu centro um monumento a Nossa Senhora ao qual se chega pela única alameda do jardim, ladeada de ambos os lados por uma iluminação que evoca os marcos do calvário de Cristo. O Monumento à Reconstrução de Timor consiste num pedestal com uma pequena estátua de Nossa Senhora encimado por uma cobertura em palmeira idêntica à dos telhados das casas timorenses. No pedestal, uma legenda aparece abaixo da bandeira portuguesa: «Portugal e a Fé na Reconstrução de Timor» e a indicação «2.º Batalhão de Infantaria da Brigada Ligeira de Intervenção, 13 de Maio de 2001».
O Monumento ao Engenheiro Artur do Canto Resende foi erguido num jardim ao lado do farol e enfrentando o mar. É o único que em Díli apresenta um busto em bronze da figura homenageada sobre um pedestal encimado por um escudo com as armas de Portugal e a legenda: «Engenheiro Artur do Canto Resende, morto na prisão em Calabai em 1945, vítima do seu patriotismo e heróica abnegação».
A estátua de Cristo Rei, colocada no monte Fatumaca, na zona oeste de Díli, de onde se consegue avistar a ilha de Ataúro, foi inaugurada em outubro de 1996 pelo presidente Suharto, em pleno período de ocupação indonésia. Os seus setenta e seis degraus e vinte e sete metros de altura são uma alusão clara à anexação de Timor-Leste em 1976 como a vigésima sétima província da Indonésia. A estátua foi construída com os apoios financeiros de Jacarta, do governo da província de Timor Timur e de várias empresas, incluindo a companhia aérea indonésia Garuda Airlines. A construção da estátua de Cristo Rei gerou muita polémica entre a população, sendo vista por muitos timorenses como um símbolo político imposto por Jacarta, e não como uma imagem meramente religiosa. No dia 24 de novembro de 1996, em cerimónia que contou com a presença de cinquenta mil pessoas, o bispo Carlos Filipe Ximenes Belo, apelando à justiça e à paz em Timor-Leste, acabou por abençoar a estátua do Cristo Rei, após ter sido pressionado pelas autoridades para fazê-lo.
O Monumento à Integração, localizado no que ainda é vulgarmente chamado Taman Integrasi (Parque da Integração) no centro de Díli, foi construído pelas autoridades indonésias para comemorar a integração de Timor-Leste enquanto a sua décima sétima província. Consiste numa estátua de um liurai (chefe local timorense) nas vestes tradicionais e armado da sua espada, libertando-se das grilhetas que o prendiam de pés e mãos. A base da estátua está suspensa por quatro colunas de grandes dimensões, fazendo lembrar os monumentos estalinistas. Diversos «monumentos à integração» similares foram construídos por todo o território.

## Educação

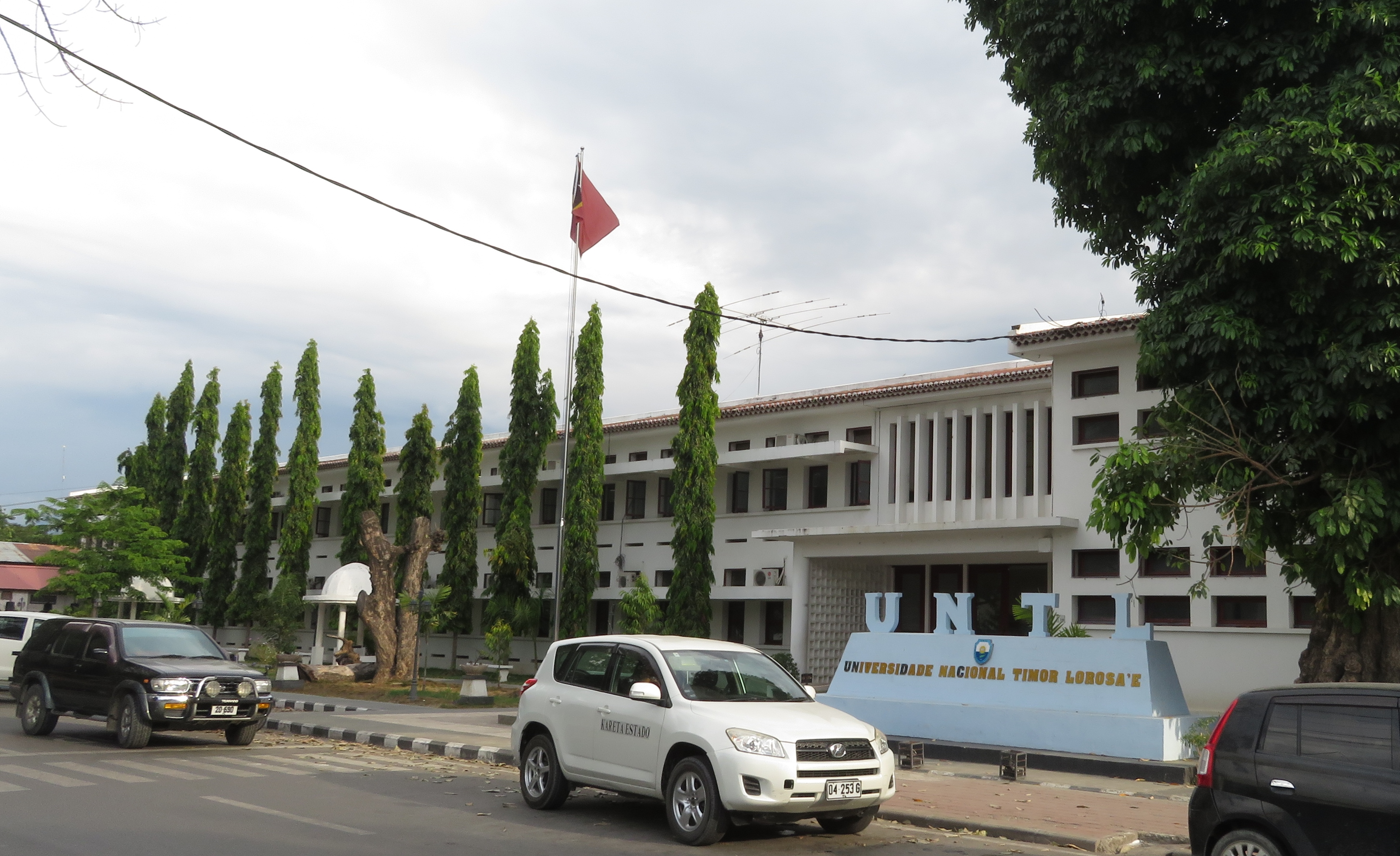
A Universidade Nacional Timor Lorosa'e.

### Educação superior
Na educação superior, destaca-se em Díli a Universidade Nacional Timor Lorosa'e (UNTL), fundada em 2000 após a completa devastação que se seguiu ao referendo pela independência em 1999, onde as instalações da instituição anterior, a Universidade de Timor Timur, foram destruídas. Parte de suas instituições orgánicas funcionam no imponente edifício campus Liceu Dr. Francisco Machado (herança portuguesa), enquanto que outras estão espalhadas pela cidade nos campi Central, Balide, Caicoli, Hera e Escola Engº Canto Resende (os dois últimos campi também heranças portuguesas). Por regra, as aulas são ministradas em língua portuguesa.
Além da UNTL, a cidade possui o Seminário Maior Interdiocesano de São Pedro e São Paulo, o Seminário Menor de Nossa Senhora de Fátima, a Universidade da Paz (UnPaz), Universidade de Díli (UnDil) e o Instituto de Tecnologia de Díli (ITD).

### Outros níveis de ensino
Na educação secundária, destacam-se a importante Escola Secundária São José Operário, estabelecimento confessional católico (com alunos entre os quinze e aos dezoito anos), fundado pela Indonésia, em 1979, e repassada à Diocese de Díli em 1983; foi, durante a ocupação indonésia, a única escola que tinha permissão de ensinar a língua portuguesa, tornando-se formadora da elite intelectual que assumiu a condução do país no pós-independência. O outro estabelecimento de ensino de referência é a Escola Secundária Pública 28 de Novembro, a mais antiga instituição de ensino pública do país, fundada em 1915.
Entre as escolas internacionais encontram-se a Escola Portuguesa Ruy Cinatti, a Escola Internacional de Díli, a Escola QSI Internacional de Díli e também a Escola Internacional Maharlika.

## Cidades-irmãs

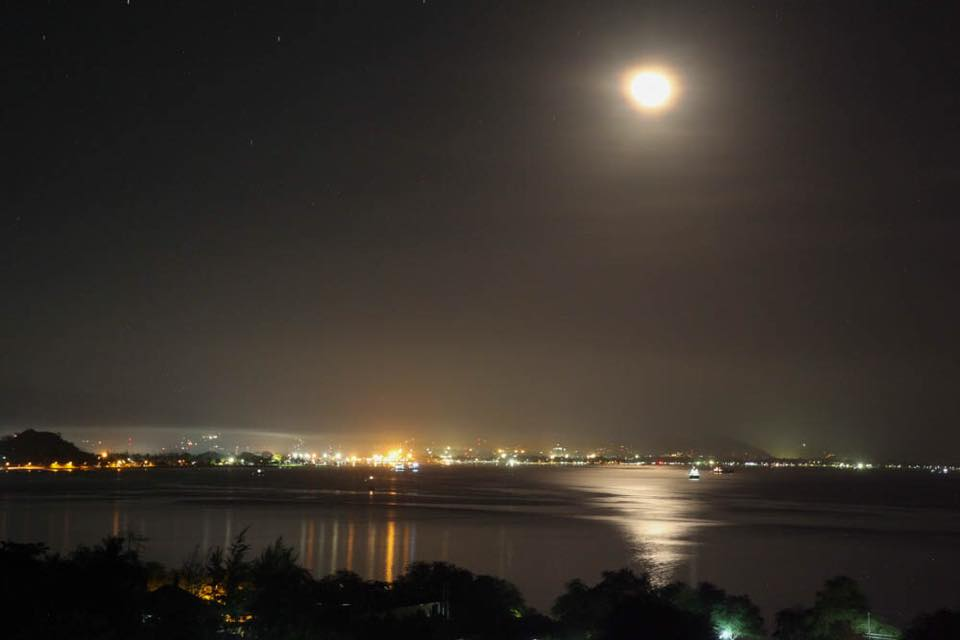
Dili à noite.

Díli tem as seguintes cidades irmãs:
- Coimbra[17]
- Darwin[18]